# 加里·蒙克
加里·蒙克（英語：Garry Alan Monk）是英格蘭的一位前職業足球員，退役後出任領隊，曾任教斯旺西、英冠球會列斯聯及米德尔斯堡。他也曾代表英格蘭U17國家隊參賽。

## 生平

### 領隊

#### 斯旺西
2014年2月4日，於最近8場聯賽輸掉6場後，領隊（Michael Laudrup）被史雲斯辭退，由前隊長蒙克暫代領軍。2014年5月7日，於尚餘兩輪聯賽已成功保級，看守領隊蒙克獲委正職，簽約三年。2015年7月10日，史雲斯與蒙克簽署三年新約，留隊至2018年。2015年12月9日，最近11戰僅獲1勝，排名跌到第15位，與降班區域僅差1分，蒙克終被辭退。

## 外部連結
足球数据库：Garry Monk的球员统计数据